# Bukkeblad (slægt)
Bukkeblad (Menyanthes) er en slægt med kun én art. Den er udbredt cirkumpolart på den nordlige halvkugle.
| Arter |

- Bukkeblad (Menyanthes trifoliata)